# Teos (Klein-Azië)

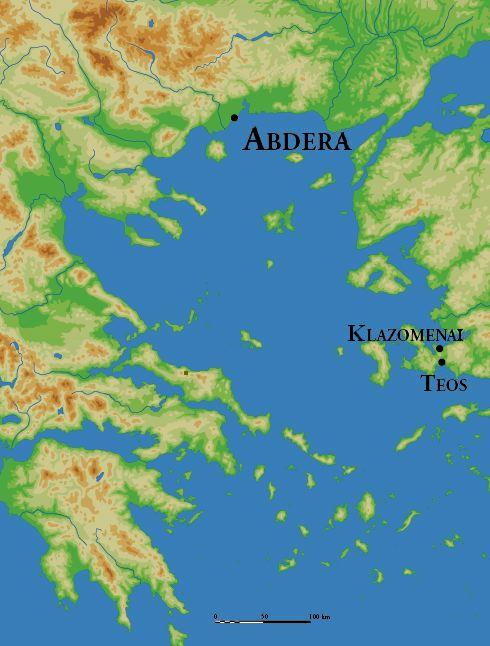
Ligging van Abdera en haar twee opeenvolgende metropoleis Klazomenai en Teos.

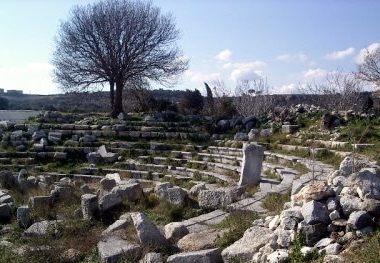
Odeion van Teos

Teos (Grieks: Τέως, inwonersnaam: Τήϊος) was in de oudheid een Ionische stad aan de Westkust van Klein-Azië, 40 kilometer ten zuidwesten van het huidige İzmir, het antieke Smyrna, bij het huidige Siğacik.
Rond 545 v.Chr. werd Teos door de Perzen onderworpen, waarna de inwoners in 543 v.Chr. in Thracië Abdera herstichtten, en Phanagoria aan de Cimmerische Bosporus. Na 478 v.Chr. was Teos lid van de Delische Bond. De stad vormde een belangrijk centrum van de Dionysos-verering.
Het belangrijkste bouwwerk was de tempel Dionysos Setaneios, de stadsgod van Teos, net buiten de westelijke stadsmuur gelegen, waarvan nu nog enkele zuilen rechtstaan. Deze Ionische tempel werd gebouwd door de architect Hermogenes in de 2e eeuw v.Chr. Het zou in de 2e eeuw n.Chr. terug worden herbouwd en -ingewijd door Hadrianus.

## Referentie
- G.E. Bean, art. TEOS (Siğacik or Siğacak) Turkey, in R. Stillwell - e.a. (edd.), The Princeton Encyclopedia of Classical Sites, Princeton, 1976.
- A. Moustaka - e.a. (edd.), Klazomenai, Teos and Abdera: metropoleis and colony. Proceedings of the International Symposium held at the Archaeological Museum of Abdera, 20-21 October 2001, Thessaloniki, 2004. ISBN 9601213139